# Asiophlugis temasek
Asiophlugis temasek is een rechtvleugelig insect uit de familie sabelsprinkhanen (Tettigoniidae). De wetenschappelijke naam van deze soort is voor het eerst geldig gepubliceerd in 2011 door Gorochov & Tan.
1. ↑  (en) Asiophlugis temasek op de IUCN Red List of Threatened Species.